# Knudsendiffusie
Knudsendiffusie, genoemd naar Martin Knudsen, is een soort diffusie die optreedt indien de poriëndiameter klein is ten opzichte van de gemiddelde vrije weglengte. Botsingen tussen gasmoleculen en de wand vinden vaker plaats dan botsingen tussen de moleculen onderling.
De totale diffusie in een equimolair mengsel (onder stationaire voorwaarden) kan geschreven worden als volgt:
{\displaystyle D={\frac {1}{{\frac {1}{D_{AB}}}+{\frac {1}{D_{KA}}}}}}
waarin {\displaystyle D_{AB}} de gasdiffusiviteit van componenten A en B in een binair mengsel en {\displaystyle D_{KA}} de knudsendiffusiviteit voorstelt.
Onder niet-reagerende werkingsvoorwaarden kunnen deze diffusiviteiten bekomen worden uit de kinetische gastheorie, de knudsendiffusiviteit wordt dan:
{\displaystyle D_{KA}={\frac {4}{3}}\cdot a\cdot {\sqrt {\frac {2RT}{\pi M_{A}}}}}
met:
- {\displaystyle a=} poriënstraal
- {\displaystyle R=} universele gasconstante
- {\displaystyle T=} temperatuur
- {\displaystyle M_{A}=} moleculaire massa van A

De knudsendiffusiviteit is dus afhankelijk van de vierkantswortel van de temperatuur, maar is onafhankelijk van de druk.